# Wgląd
Wgląd – nagła, nieoczekiwana zmiana percepcji problemu, prowadząca do nowego, głębszego i pełniejszego rozumienia problemu. Dzięki wglądowi problem początkowo trudny może się okazać bardzo prosty. 

## Badania zjawiska wglądu w przeszłości
Niegdyś psychologowie uważali, że wgląd może mieć coś wspólnego z myśleniem nieświadomym, z przyśpieszeniem procesów myślenia lub „krótkim spięciem”. Analizą tego zjawiska i badania nad jego wpływem w myśleniu twórczym przeprowadzał Max Wertheimer. Z kolei Wolfgang Köhler obserwował zjawisko wglądu u szympansa Sułtana. 

## Współczesne podejście do zjawiska wglądu
Dopiero badania psychologii poznawczej przyczyniły się do bardziej „technicznego” podejścia do sprawy. Współcześnie badania nad wglądem są bardzo intensywne i liczne. Istnieją jednak dwie najbardziej reprezentatywne koncepcje wglądu.

### Koncepcja Simona
Herbert Simon uważa, że wgląd jest możliwy dzięki dwóm zachodzącym równocześnie procesom: oswajaniu problemu i selektywnemu zapominaniu. 
Oswajanie polega na stopniowym uczeniu się struktury problemu w celu uproszczenia jego opisu. W miarę oswajania problemu staje się on coraz prostszy. Zmianom ulega również jego budowa: pojawiają się powiązania między jego elementami, tworzona jest hierarchia ważności tych elementów itp.
Z kolei dzięki selektywnemu zapominaniu pozbywamy się zbędnych elementów problemu. Proces ten polega na ignorowaniu informacji które nie są ważne bądź wprowadzają chaos. 
Połączenie tych dwóch działań sprawia, że problem staje się na tyle prosty, że można go w całości zmieścić w pamięci krótkotrwałej. Od tego momentu operacje wykonywane na poszczególnych elementach problemu nie napotykają przeszkód, zatem wcześniej czy później dochodzi do pojawienia się zjawiska wglądu. Zachodzi on wtedy, gdy w wyniku nowej kombinacji elementów problemu dochodzi do takiej zmiany jego konstrukcji, która prowadzi do zrozumienia go na nowo i, w konsekwencji, do twórczego rozwiązania. 
Procesowi temu może towarzyszyć zjawisko "olśnienia", jednak nie ma ono wpływu na mechanikę wglądu. O wiele większe znaczenie odgrywa motywacja do długiej, wytężonej pracy nad problemem, gdyż tylko wtedy możliwe jest jego oswajanie i selektywne zapominanie zbędnych informacji.

### Koncepcja Davidson i Sternberga
Janet Davidson i Robert Sternberg uważają, że mechanizm wglądu sprowadza się do selektywności w zakresie trzech operacji: kodowania, porównywania i kombinowania. 
Selektywne kodowanie polega na oddzielaniu informacji istotnych od nieistotnych. Autorzy teorii wykazali, że zadania bardzo proste mogą być bardzo trudne dla badanych, jeśli w ich opisie zawarto zbędne informacje. Zadania takie stają się nagle łatwe, gdy zakodujemy tylko te dane, które stanowią o strukturze problemu.
Selektywne porównywanie polega na odniesieniu nowo nabytych informacji do posiadanej już wiedzy. Wgląd następuje wtedy, gdy jesteśmy w stanie skojarzyć przetwarzaną informację z czymś, co znamy już od dawna i co nadaje nowej informacji właściwy sens.
Selektywne kombinowanie prowadzi do wglądu jeśli dwie lub więcej porcje informacji zostaną połączone w nietypowy sposób, tworząc nowy związek między znanymi od dawna składnikami. 
Davidson i Sternberg uważają, że każdy z tych procesów może prowadzić do wglądu, choć prawdopodobieństwo zajścia tego zjawiska wzrasta, gdy wszystkie trzy operacje wykonywane są równocześnie. 